# Halima al-Soufiyania
Lalla Halima al-Soufiyania (arabe : حليمة السفيانية) était l'une des épouses du sultan Alaouite Moulay Ismail et la mère du prince Moulay Zeydan (à ne pas confondre avec le prince Moulay Mohammed Zeydan, le demi-frère aîné de ce dernier). Lalla Halima a été très active dans la vie socio-politique du Maroc sous le règne de son mari, elle supervisait les soldes de l'armée, les dons protocolaires aux oulémas, et émettait des dons pour les écoles. Ella laissa un patrimoine architectural au Maroc.

## Biographie
Le père de Halima est le Cheikh Ali bin Hussein al-Sufiyani, à sa mort il laissa à sa fille un héritage personnel considérable à Fès, de grands meubles qui auraient fait de n'importe qui parmi les plus riches. Elle épousa Moulay Ismail vers 1707 et devint de par son mariage la princesse Lalla Halima. elle habitait le Palais des Sherrers, le harem royal où épouses et concubines vivaient avec leurs enfants. Vers 1715, Thomas Pellow relate que Lalla Halima est l'épouse préférée de Moulay Ismail et elle le demeura jusqu'à sa mort vers 1721. Il décrit également Lalla Halima comme étant particulièrement gentille.
La kasbah Boulaouane était une forteresse construite par Moulay Ismail vers 1710, à l'intérieur de la kasbah se trouve un quartier résidentiel appelé Dar al-Sultan (La residence du sultan). Cette kasbah fut son palais de retraite de la cour de Meknès, accompagné de Lalla Halima, son épouse préférée, il passait régulièrement ses journées dans cette kasbah chaque année. Lalla Halima était une noble dame de la tribu Sufiyani dont le territoire est l'endroit où cette forteresse a été construite à Doukala. Elle y demaurait seule lorsque les obligations de la cour exigeraient le retour de son époux. À la mort de Lalla Halima, son mari Moulay Ismail était tellement accablé de chagrin qu'il n'a plus jamais visité la Kasbah.